# Wohnberechtigungsschein

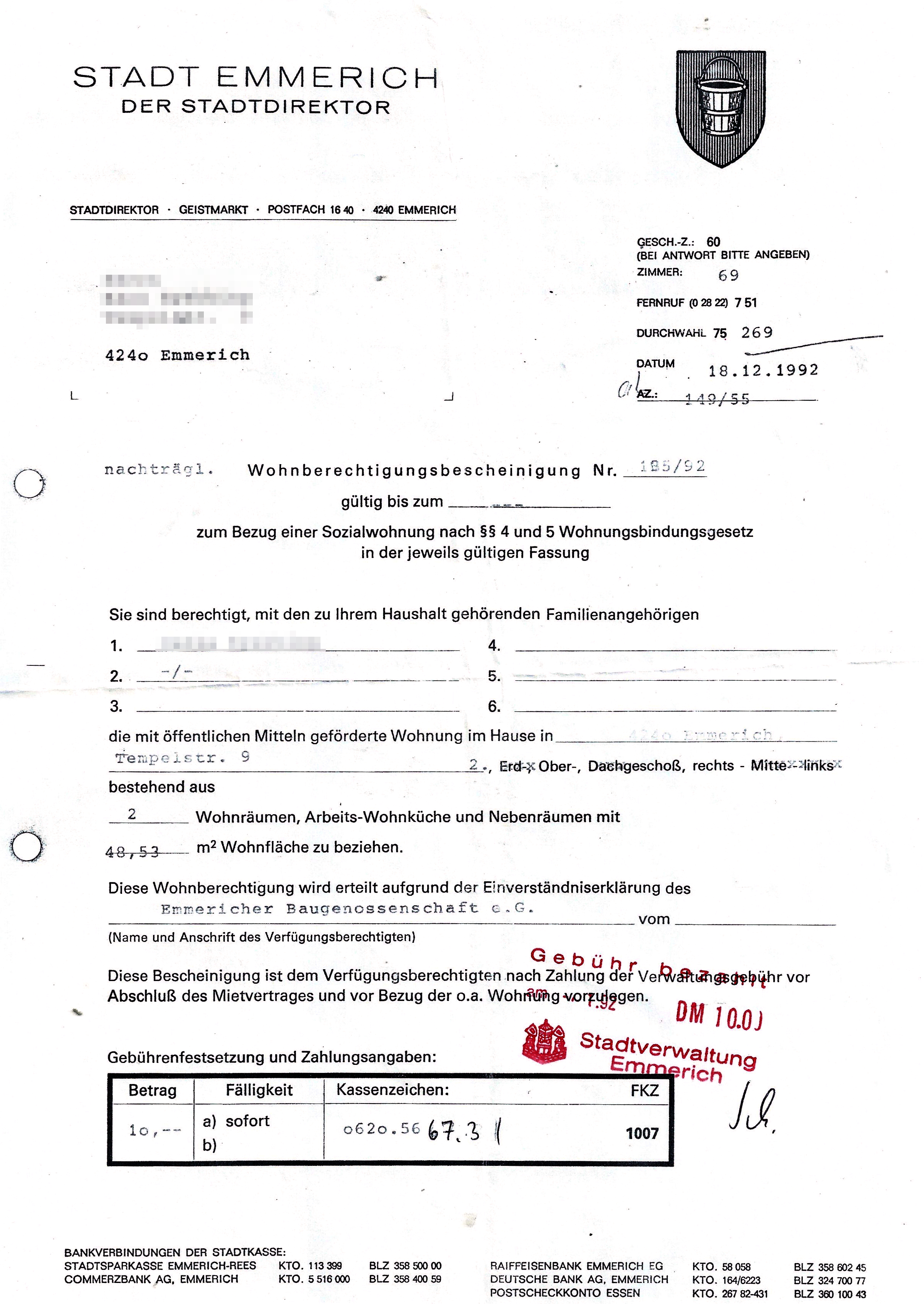
Wohnberechtigungsschein der Stadt Emmerich am Rhein, 1992

Der Wohnberechtigungsschein, abgekürzt WBS, umgangssprachlich auch §-8-Schein, früher auch §-5-Schein oder B-Schein genannt, ist eine amtliche Bescheinigung in Deutschland, mit deren Hilfe ein Mieter nachweisen kann, dass er berechtigt ist, eine mit öffentlichen Mitteln geförderte Wohnung (Sozialwohnung) zu beziehen. Er wird auf Grundlage von § 5 Wohnungsbindungsgesetz (WoBindG) in Verbindung mit § 27 Abs. 3 bis 5 Wohnraumförderungsgesetz (WoFG) ausgestellt.

## Voraussetzungen
Ein Antragsteller muss bestimmte rechtliche Voraussetzungen erfüllen, damit er einen Wohnberechtigungsschein erhält. Zum Beispiel dürfen bestimmte Einkommensgrenzen nicht überschritten werden. Die Kriterien sind je nach Bundesland unterschiedlich. Einige Bundesländer passen die Höhe der Miete der aktuellen Einkommenssituation der Mieter an. Eine gestaffelte Ausgleichszahlung für Sozialwohnungen (Fehlbelegungsabgabe) passt den Quadratmeterpreis dem Einkommen an, wenn das Einkommen der Mieter 20 % bis 40 % (je nach Bundesland unterschiedlich) über den Einkommensgrenzen liegt. Der Mieter hat den Vorteil, dass er bei einer Überschreitung dieser Grenzen nicht ausziehen muss.

## Gültigkeitsbereich
Der Wohnberechtigungsschein ist ab Datum der Ausstellung für 1 Jahr bundesweit gültig, jedoch muss man sich bei Umzug auch an die örtlich zuständige Behörde wenden. In jedem Bundesland gelten eigene Regelungen.

## Berechtigte Personen
| Geltungsbereich     | 1 Pers.- Haushalt | 2 Pers.- Haushalt | für jede weitere Person | je Kind zusätzlich | Quelle      |
| ------------------- | ----------------- | ----------------- | ----------------------- | ------------------ | ----------- |
| Allgemein           | 12.000            | 18.000            | 4.100                   | 500                | [ 1 ]       |
| Potsdam             | 12.000            | 18.000            | 4.100                   | 500                | [ 2 ]       |
| Hamburg             | 12.000            | 18.000            | 4.100                   | 1.000              | [ 3 ] [ 4 ] |
| Schleswig-Holstein  | 14.400            | 21.600            | 5.000                   | 600                | [ 5 ]       |
| Berlin              | 16.800            | 25.200            | 5.740                   | 700                | [ 6 ]       |
| Nordrhein-Westfalen | 19.350            | 23.310            | 5.360                   | 700                | [ 7 ]       |
| Stuttgart           | 21.600            | 25.200            | 5.740                   | 700                | [ 8 ]       |

Der Wohnberechtigungsschein wird von der örtlich zuständigen Behörde an Personen ausgestellt, die in der Bundesrepublik Deutschland einen dauerhaften Aufenthalt begründen können; er gilt für die Dauer eines Jahres ab Ausstellung. Angehörige bestimmter Berechtigungsgruppen mit besonderem Bedarf können darüber hinaus einen sogenannten WBS mit besonderem Wohnbedarf, auch als WBS mit Dringlichkeit bezeichnet, erhalten.
Die Einkommensermittlung und -berechnung ergibt sich aus §§ 20 bis 24 WoFG. Der WBS kann nach der unten dargestellten Methode erteilt werden, wenn das ermittelte Gesamt-Einkommen aller Haushaltsangehörigen die für sie geltende Einkommensgrenze gemäß § 9 Abs. 2 WoFG nicht übersteigt, wobei die Bundesländer diese Einkommensgrenzen gemäß § 9 Abs. 3 WoFG selbst festlegen können.
Studierende mit befristetem Aufenthalt nach § 16 Aufenthaltsgesetz werden in Hamburg vom Wohnberechtigungsschein ausgeschlossen. Spätestens im Hinblick auf die mit dem Zuwanderungsgesetz geschaffene Option des Daueraufenthaltes nach dem Studium ist diese Verwaltungspraxis rechtlich fragwürdig.

### Berechnung des Jahreseinkommens
Berücksichtigt werden alle steuerpflichtigen Einkünfte (§ 21 Abs. 1 WoFG), aber auch teilweise steuerfreien Einkünfte (§ 21 Abs. 2 WoFG) der letzten zwölf Monate. Maßgeblich sind die Einkünfte zum Zeitpunkt der Antragstellung. Zum Einkommen zählt nicht das gesetzliche Kindergeld. Je nach Einkunftsart können nun die unterschiedlichen Pauschalbeträge für Werbungskosten oder gegebenenfalls darüber hinausgehende Werbungskosten abgesetzt werden. Ein Arbeitnehmer kann zum Beispiel den Werbungskostenpauschbetrag von 1.000 Euro absetzen. Von der so ermittelten Zwischensumme können jeweils bis zu 10 % abgezogen werden, wenn
- Steuern vom Einkommen
- Pflichtbeiträge zur Kranken- und Pflegeversicherung
- Pflichtbeiträge zur Rentenversicherung

entrichtet werden, also maximal 30 %.
Ferner dürfen Aufwendungen zur Erfüllung gesetzlicher Unterhaltsverpflichtungen abgezogen werden (es gibt gegebenenfalls Höchstgrenzen).
Nach den Abzügen sind gegebenenfalls noch weitere Freibeträge abzusetzen:
- für Alleinerziehende, die einer Erwerbstätigkeit oder Ausbildung (nicht nur kurzzeitig am Tag) nachgehen, 600 Euro für jedes Kind unter zwölf Jahren,
- für ein Kind, das eigenes Einkommen hat und das 16., aber noch nicht das 25. Lebensjahr vollendet hat, bis zu 600 Euro
- für im Sinne des § 14 SGB XI häuslich pflegebedürftige Schwerbehinderte bei einem Grad der Behinderung unter 80 % 2.100 Euro, ab 80 % 4.500 Euro
- für junge Ehepaare innerhalb von fünf Kalenderjahren nach dem Jahr der Eheschließung, wobei keiner von beiden das 40. Lebensjahr vollendet haben darf, 4.000 Euro

#### Beispiel
Ein Ehepaar im zweiten Ehejahr, beide 30 Jahre alt, haben zwei Kleinkinder und leben in Stuttgart. Beide zusammen verdienen 44.700 Euro brutto. Davon abzuziehen sind 1.000 Euro Werbungskostenpauschbetrag, vom Rest 30 % für Steuern, Krankenkasse und Rentenversicherung, ferner 4.000 Euro für das junge Ehepaar. Verbleiben 26.590, dies liegt unter der Grenze von 25.200 + 2 × (5.740 + 700) = 38.080, die für diese Familie gilt; sie erhält also einen Wohnberechtigungsschein. Im WBS ist die angemessene Wohnungsgröße aufzunehmen. Diese kann sich nach der Wohnraumzahl oder nach der Wohnfläche bemessen.

## Freistellung (§ 30 WoFG)
Wohnungssuchende, die aufgrund ihrer Einkommenssituation kein Anrecht auf die Ausstellung eines Wohnberechtigungsscheins haben, können durch den Vermieter beim zuständigen Amt für Bauverwaltung und Wohnungswesen eine Freistellung gemäß § 30 WoFG prüfen lassen. Diese Regelung soll dazu beitragen, dass eine sozial stabile Bevölkerungsstruktur auch in Gegenden, in denen viele Bezugsberechtigte von Sozialleistungen wohnen, aufrechterhalten werden kann. Bei Bewilligung wird der Wohnraum von den öffentlichen Belegungsbindungen freigestellt, vorausgesetzt, der künftige Mieter erklärt sich damit einverstanden, eine monatliche Ausgleichszahlung zuzüglich zum eigentlichen Mietpreis zu entrichten. Die Höhe der Mietmehrbelastung wird aus verschiedenen Faktoren errechnet, wobei das Einkommen des potentiellen Mieters sowie das Verhältnis zwischen tatsächlicher und nach dem Mietspiegel höchstmöglicher Nettokaltmiete pro Quadratmeter Wohnfläche eine wichtige Rolle spielt.